# Lịch sử Israel
Bài Lịch sử Israel này viết về lịch sử quốc gia Israel hiện đại, từ khi được tuyên bố thành lập năm 1948 cho tới tới hiện tại. Nền độc lập của Nhà nước Israel hiện đại đã được hoàn thành năm 1948 sau hơn 60 năm nỗ lực của các nhà lãnh đạo phái Zion (Chủ nghĩa lập quốc Do Thái) nhằm thiết lập chủ quyền và quyền tự quyết trên một Tổ quốc Quốc gia Do Thái.

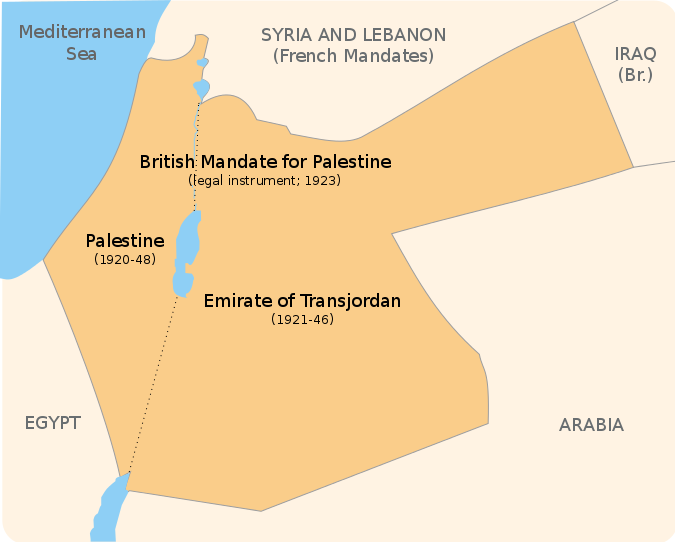

Quốc kỳ Israel

Mong ước của người Do Thái nhằm quay trở lại nơi mà họ coi là Tổ quốc theo đúng quyền lợi của họ đã được thể hiện lần đầu tiên trong thời gian chiếm đóng của người Babylon sau năm 597. Nó đã trở thành một đề tài chính của người Do Thái từ sau những cuộc chiến tranh Do Thái-La Mã, dẫn tới việc phá huỷ Jerusalem của người La Mã năm 70, và việc trục xuất người Do Thái sau đó. Cộng đồng người Do Thái và những người còn ở lại tiếp tục coi vùng đất đó là quê hương tinh thần và miền đất hứa của họ; không hề có bằng chứng về bất cứ một sự gián đoạn nào trong sự hiện hiện của người Do Thái tại vùng đất đó trong hơn ba nghìn năm qua. Trong nhiều thế hệ, chủ đề chính đa phần mang tính chất tôn giáo dựa trên lòng tin về việc người Do Thái sẽ quay trở lại Zion với sự xuất hiện của Messiah, tức là, chỉ sau khi có sự can thiệp của thần thánh; một số đã đề xuất hay cố gắng quay trở lại sớm hơn, nhưng họ chỉ là thiểu số.
Tuy nhiên, từ thời Holocaust, chủ nghĩa Do Thái đã lấn át trong những người theo Chủ nghĩa phục quốc Do Thái (Zionist). Hiện hay, tất cả những người theo phái Cải cách, Bảo thủ và Chính thống đều là người theo Chủ nghĩa phục quốc Do Thái; và thậm chí những người Do Thái Haredi đã thay đổi từ chống Chủ nghĩa phục quốc Do Thái (chống đối tích cực Chủ nghĩa phục quốc Do Thái) thành không theo Chủ nghĩa phục quốc Do Thái (giữ thái độ trung lập với Chủ nghĩa phục quốc Do Thái.) Những phong trào không theo Phục quốc Do Thái hiện nay rất hiếm thấy.
Tới giữa thế kỷ 19, Lãnh thổ Israel từng là một phần của Đế chế Ottoman với đa số dân Hồi giáo và Ả rập theo Thiên chúa giáo sinh sống, cũng như người Do Thái, Hy Lạp, Druze, Bedouin và các dân tộc thiểu số khác.
Tới năm 1844, người Do Thái là nhóm người đông đảo nhất (và tới năm 1890 trở thành đa số tuyệt đối) ở một số thành phố, nhất là tại Jerusalem. Hơn nữa, ngoài những cộng đồng tôn giáo truyền thống Do Thái đó, được gọi là Old Yishuv, ở nửa sau thế kỷ 19 xuất hiện một hình thức nhập cư Do Thái mới, đa số là những người cánh tả theo chủ nghĩa xã hội với mục tiêu đòi lại đất đai bằng cách lao động trên đó.
Tuyên bố Balfour năm 1917 xác nhận rằng Chính phủ Anh Quốc "nhìn nhận với sự ưu tiên việc thành lập tại Palestine một nhà nước quê hương cho người Do Thái"..."nó được hiểu rõ ràng rằng không hành động nào có thể được thực hiện nếu nó có thể làm tổn hại cho các quyền dân sự và tôn giáo của các cộng đồng không phải Do Thái đang sinh sống ở Palestine". Tuyên bố này được một số nước ủng hộ, gồm cả Hoa Kỳ và ngày càng trở nên quan trọng hơn sau Chiến tranh thế giới thứ nhất khi Liên đoàn quốc gia giao cho Anh Quốc quyền ủy trị Palestine.
Vào những năm 1920, việc nhập cư của những người Do thái diễn ra khá chậm chạp. Những biến động chính trị gây ra bởi sự khủng bố của Đức Quốc xã tại châu Âu đã làm gia tăng nhanh chóng làn sóng nhập cư vào những năm 1930, cho đến khi Anh Quốc ban hành lệnh phong tỏa vào năm 1939.Chứng kiến sự tàn sát người Do thái của Đức Quốc xã trong Chiến tranh thế giới thứ hai, cộng đồng quốc tế đã nỗ lực giúp đỡ người Do thái thoát khỏi sự phong tỏa của Anh Quốc để định cư tại Jerusalem.
Sau Chiến tranh thế giới thứ hai, Anh Quốc đã bày tỏ ý định muốn rút chân ra khỏi Palestin vốn đang được đặt dưới sự ủy trị của mình. Đại hội đồng Liên hiệp quốc đề xuất việc chia cắt Palestin ra là hai nhà nước, Ả Rập và Do Thái cùng với khu vực Jerusalem được đặt dưới sự kiểm soát của Liên hiệp quốc.
Cuộc di cư của người Do Thái tăng dần từ thập niên 1920; về căn bản cuộc di cư này tăng chủ yếu trong thập niên 1930, vì sự bất ổn chính trị tại châu Âu với cuộc diệt chủng người Do Thái của Phát xít Đức đang diễn ra ở thời điểm đó, tới khi những biện pháp hạn chế được Anh Quốc đưa ra năm 1939. Cùng với sự kết thúc của Chiến tranh thế giới thứ hai và sự hầu như tuyệt chủng của người Do Thái tại châu Âu với nguyên nhân từ Phát xít Đức, sự ủng hộ quốc tế cho những người Do Thái đang tìm kiếm nơi định cư tại Palestine khiến các nỗ lực của Anh nhằm ngăn chặn làn sóng này không còn kết quả.
Sau Chiến tranh thế giới thứ hai, người Anh đã thông báo ý định rút lui khỏi lãnh thổ ủy trị Palestine của mình. Đại hội đồng Liên hiệp quốc đề xuất việc phân chia Palestine thành hai nhà nước, một nhà nước Ả rập và một nhà nước Do Thái, với Jerusalem sẽ thuộc quyền quản lý của Liên hiệp quốc. Đa số người Do Thái tại Palestine chấp nhận đề xuất này, trong khi đa số người Ả rập tại Palestine phản đối nó. Người Ả rập hoàn toàn bác bỏ ý tưởng về một nhà nước Do Thái tại Palestine (tuy nhiên, họ không bị một ràng buộc pháp lý nào với việc chấp nhận kế hoạch bởi các nghị quyết của Đại hội đồng không mang tính bắt buộc).
Bạo lực giữa cộng đồng Ả rập và Do thái nổ ra hầu như ngay lập tức sau đó. Tới cuối thời kỳ ủy trị của Anh, người Do Thái dự định tuyên bố thành lập một nhà nước riêng rẽ, một động thái mà người Ả rập quyết tâm ngăn chặn. Ngày 14 tháng 5 năm 1948, những lực lượng Anh cuối cùng rời khỏi Palestine, và người Do Thái, dưới sự chỉ đạo của David Ben Gurion, đã tuyên bố thành lập Nhà nước Israel, theo Kế hoạch phân chia.

### Chiến tranh giành độc lập 1948
Ngay sau việc tuyên bố thành lập Nhà nước Israel, các lực lượng Ai Cập, Syria, Iraq, Jordan, và Liban tấn công nhà nước mới ra đời từ mọi hướng. Trong một cuộc chiến liều lĩnh và đẫm máu đặc trưng bởi sự sử dụng nhiều loại vũ khí và những chiến thuật mưu mô, Israel cuối cùng đã đẩy lùi các lực lượng thù địch, và sau đó tiến quân chiếm một số vùng lãnh thổ vốn được quy định dành riêng cho người Ả rập theo Kế hoạch phân chia và cả thành phố Jerusalem. Một thỏa thuận ngừng bắn được ký kết giữa hai phía, và giới tuyến trở thành đường biên giới giữa Israel và các lãnh thổ Ả rập. Như một kết quả của cuộc chiến tranh năm 1948, Israel kiểm soát toàn bộ lãnh thổ đã được dành cho họ theo Kế hoạch Phân chia và đa phần lãnh thổ dành cho người Ả rập cũng như một nửa thành phố Jerusalem thuộc quyền quản lý của Liên hiệp quốc. Các vùng lãnh thổ Ả rập còn lại là Bờ Tây và Dải Gaza; Bờ Tây do Jordan quản lý, trong khi Dải Gaza thuộc quyền quản lý của Ai Cập. Để có thêm chi tiết, xem Chiến tranh Ả rập-Israel 1948.
Năm 1949, dưới sự bảo trợ của Liên hiệp quốc, bốn thỏa thuận đình chiến đã được đàm phán và ký kết tại Rhodes, Hy Lạp, giữa Israel và các nước lân cận là Ai Cập, Jordan, Liban và Syria. Cuộc chiến tranh giành độc lập 1948-49 dẫn tới việc lãnh thổ Israel tăng thêm 50%, gồm cả phần tây Jerusalem. Tuy nhiên, các cuộc đàm phán tại Rhodes không mang lại được một thỏa thuận dàn xếp tổng thể và bạo lực dọc theo các đường biên giới tiến tục kéo dài trong nhiều năm.
Kết cục của cuộc chiến này, khoảng 711.000 người tị nạn Ả rập trở thành người tị nạn và hơn 800.000 người Do Thái cũng rơi vào tình trạng tương tự. Con số sau gồm cả toàn bộ người Do Thái phải bỏ chạy hay bị trục xuất khỏi các nước Ả rập sau khi nhà nước Israel hình thành. Những nguồn tin ủng hộ người Palestine gọi đó là những người di cư, chứ không phải người tị nạn. Những người ủng hộ Israel cho rằng đó là sự trục xuất người Do Thái khỏi những vùng đất Ả rập, nhiều cộng đồng trong số đó đã được hình thành từ hơn 2000 năm trước. Theo quan điểm của đại đa số người Ả rập sự ra đời của Israel là một nguyên nhân gây ra sự tẩy rửa sắc tộc mà mục tiêu chính là những người Palestine. Khoảng 600.000 người tị nạn Do Thái đã định cư tại Nhà nước Israel, họ không có ý định và cũng không muốn quay trở lại những quốc gia cũ; nhiều người tị nạn Ả rập, và con cháu họ, tới bây giờ vẫn là những người tị nạn sống trong những trại tị nạn do Cơ quan Cứu trợ và Lao động Liên hiệp quốc cho những Người tị nạn Palestine tại Cận Đông (UNRWA) thành lập. Họ là nhóm người tị nạn duy nhất không được các quốc gia thu nhận từ giai đoạn Chiến tranh thế giới thứ hai.
Ngày 5 tháng 7 năm 1950, Knesset (Nghị viện Israel) thông qua luật hồi hương trao cho mọi người Do Thái quyền di cư tới Israel. Thậm chí trước khi luật này được thông qua, những làn sóng nhập cư đã tăng mạnh, và được chính quyền nước này hỗ trợ. Từ năm 1947 đến năm 1950 khoảng 250.000 người còn sống sót sau những vụ diệt chủng của Phát xít Đức đã quay trở về Israel. "Chiến dịch Thảm Thần" đã đưa hàng nghìn người Yemen (gốc do thái) về Israel.
Những năm đầu tiên nhà nước Israel mới thành lập gặp khá nhiều khó khăn, và một chính sách thắt lưng buộc bụng được đưa ra áp dụng năm 1949, và có hiệu lực mãi tới năm 1959.

### Vụ Lavon
Sau khi Gamal Abdal Nasser lên cầm quyền ở Ai Cập 1952, quan hệ giữa Hoa Kỳ và Ai Cập đã được cải thiện. Điều này được coi là một mối đe dọa đối với Israel. Trong một vụ rắc rối khiến công chúng Israel xúc động khi sự thật được phơi bày, và sau đó dẫn tới sự sụp đổ của chính phủ, một nhóm ca nhân bên trong chính phủ Israel và Mossad đã âm mưu phá hại quan hệ giữa Ai Cập và Mỹ. Nhóm này đã đạo diễn một chiến dịch đánh bom chống lại các cơ sở chính phủ và dân sự Mỹ tại Ai Cập, gồm cả thư viện Mỹ tại Alexandria và Cairo, một rạp chiếu phim MGM, và các tòa nhà kinh doanh dân sự khác của Mỹ.
Chiến dịch này bị ngừng lại năm 1954 với sự bắt giữ hai nhân viên mật vụ đang tìm cách gài một quả bom; việc này đã dẫn tới sự tan rã của nhóm và sự bắt giữ hay hành quyết đa số thành viên của nó của người Ai Cập. Một số người cho rằng Israel đã không hành động đầy đủ để bảo vệ các nhân viên mật vụ của mình, những người bị cho là bị các cơ quan Ai Cập ngược đãi và tra tấn.
Trong cuộc điều tra sau đó, Thiếu tướng Binyamin Gibli đã tuyên bố rằng Bộ trưởng Quốc phòng, Pinhas Lavon đã ra lệnh miệng tiến hành chiến dịch này. Giám đốc Nhân sự ở thời điểm đó, Moshe Dayan, đồng ý với ý kiến này. Vì hậu quả của vụ việc, hiện được gọi là Vụ Lavon, Lavon buộc phải từ chức. David Ben Gurion lên thay thế. Năm 1960, sau khi bằng chứng mới từ một vụ xét xử kín một nhân viên mật vụ bị nghi ngờ là hai mang năm 1958, Lavon đã yêu cầu Ben Gurion tuyên bố miễn tội cho mình. Ben-Gurion đã từ chối, bởi ông không thể tin rằng các sĩ quan của quân đội Israel, do chính ông đào tạo nên, có thể phạm một hành động bất lương như vậy như Lavon dàn dựng.
Năm 1960, một ủy ban gồm bảy bộ trưởng đã tiến hành một cuộc điều tra vụ việc và tìm ra một tài liệu đã được Moshe Dayan và Shimon Peres khi ấy là Thứ trưởng Quốc phòng sử dụng, để đẩy trách nhiệm về chiến dịch Ai Cập 1954 cho Lavon. Một băng ghi âm sau đó cho thấy Peres, Dayan và Thiếu tướng Abraham Givli cũng có liên quan. Những kết luận của ủy ban được chính phủ chấp nhận. Dù có những nỗ lực nhằm che đậy các chi tiết của vụ việc dưới mác an ninh quốc gia, Vụ Lavon đã dẫn tới một scandal thứ hai và Ben Gurion buộc phải từ chức vì sự bất lực của chính phủ liên quan tới các nguyên nhân chính trị. Công chúng Israel phản ứng trước diễn biến mới của vụ việc khi họ biết sự thật của âm mưu này.
Trong cuộc bầu cử năm 1961 sau đó, Ben-Gurion đã tuyên bố rằng ông sẽ chỉ chấp nhận nhậm chức nếu Lavon rời khỏi chức vụ lãnh đạo Histadrut, tổ chức liên đoàn lao động của Israel. Những yêu cầu của ông được chấp nhận; tuy nhiên năm 1963 ông một lần nữa phải rời khỏi nhiệm sở khi vụ việc được lật lại. Những nỗ lực của ông nhằm tạo lập đảng chính trị MAPAI riêng biệt của mình để giải quyết vấn đề này trong giai đoạn 1964-1965 đã hại ông, và Ben-Gurion buộc phải ra đi.

#### Thông tin thêm về Vụ Lavon
- Doron Geller: The Lavon Affair  Lưu trữ ngày 16 tháng 12 năm 2004 tại Wayback Machine
- Danh sách các cuốn sách và bài viết về vụ việc
- Jack Riemer: Author unravels the scandal that brought down Ben-Gurion
- Tóm tắt của chính phủ Israel (tiếng Hebrew)

### Chiến tranh Suez 1956
Bài chính: Chiến tranh Suez 1956.
Cuộc khủng hoảng Suez xảy ra khi cuộc xung đột năm 1956 giữa Israel và Ai Cập nổ ra, với việc Ai Cập đã gửi các lực lượng du kích vào trong lãnh thổ Israel và Israel tung ra những cuộc tấn công vào lãnh thổ Ai Cập để trả đũa. Ai Cập phong toả Vịnh Aqaba, và đóng cửa Kênh đào Suez với tàu bè Israel. Ai Cập cũng quốc hữu hóa kênh đào, sự việc khiến những nước châu Âu đang cai quản kênh nổi giận. Để trả đũa, Pháp và Anh Quốc ký kết một thỏa thuận mật với Israel để chiếm lại con kênh bằng vũ lực.
Theo thỏa thuận này (vốn không được chính thức công nhận cho mãi tận gần đây), Israel xâm chiếm Dải Gaza và Bán đảo Sinai vào tháng 10 năm 1956. Các lực lượng Israel sẽ nhanh chóng tiến tới kênh đào và sau đó các lực lượng Anh và Pháp sẽ tới với lý do thiết lập lại ổn định.
Các lực lượng Israel, Pháp và Anh nhanh chóng giành thắng lợi nhưng buộc phải rút lui vào tháng 3 năm 1957 vì có áp lực từ phía đồng minh của họ là Hoa Kỳ, vốn không ủng hộ cuộc Chiến tranh Suez. The Liên hiệp quốc thành lập Lực lượng Khẩn cấp Liên hiệp quốc (UNEF) để giữ gìn hòa bình trong vùng.

### Cuộc chiến sáu ngày
Bài chính: Chiến tranh sáu ngày.
Tháng 6 năm 1967, quân đội Ả rập thống nhất triển khai với số lượng lớn dọc các đường biên giới, trong khi Ai Cập đóng cửa Eo Tiran và Nasser yêu cầu UNEF rời Ai Cập. Cuộc Chiến tranh sáu ngày bắt đầu ngày 5 tháng 6 năm đó, không quân Israel tung ra các cuộc tấn công trước phá hủy các căn cứ không quân Ai Cập, cùng ngày hôm đó họ cũng tấn công các lực lượng không quân Jordan và Syria. Sau đó Israel đánh bại (gần như liên tục) Ai Cập, Jordan và Syria. Tới ngày 11 tháng 6 các lực lượng Ả rập rút lui và tất cả các bên chấp nhận lời kêu gọi ngừng bắn của Hội đồng bảo an Liên hiệp quốc theo Nghị quyết 235 và 236.
Israel giành được quyền kiểm soát Bán đảo Sinai, Dải Gaza, Cao nguyên Golan, và vùng Bờ Tây Sông Jordan vốn thuộc quyền kiểm soát của Jordan trước kia, gồm cả Đông Jerusalem thành nhà nước 'Đại Israel'. Ngày 22 tháng 11 năm 1967, Hội đồng bảo an thông qua Nghị quyết 242, theo công thức "đổi đất lấy hòa bình", kêu gọi thành lập một nền hòa bình công bằng và lâu dài dựa trên việc rút quân đội Israel khỏi các vùng đất chiếm đóng năm 1967 để đổi lấy việc chấm dứt tình trạng chiến tranh giữa mọi quốc gia, sự tôn trọng chủ quyền của mọi nước trong vùng, và quyền sống trong hòa bình, an ninh cũng như được công nhận các đường biên giới.
Trong cuộc chiến tranh tiêu hao giai đoạn 1969-1970, máy bay Israel đã tấn công sâu vào trong lãnh thổ Ai Cập để trả đũa những vụ bắn pháo liên tục của Ai Cập vào các vị trí của họ dọc Kênh Suez. Đầu năm 1969, giao tranh nổ ra giữa Ai Cập và Israel dọc theo Kênh đào Suez. Hoa Kỳ đã giúp chấm dứt những cuộc xung đột đó vào tháng 8 năm 1970, nhưng những nỗ lực sau này của Hoa Kỳ nhằm đàm phán một thỏa thuận tạm thời để mở cửa Kênh Suez và giải giáp các lực lượng hai bên không mang lại thành công.

### Chiến tranh Yom Kippur
Bài chính: Chiến tranh Yom Kippur.
Chiến tranh Yom Kippur bắt đầu khi vào ngày 6 tháng 10 năm 1973 (Ngày Chuộc lỗi của người Do Thái) quân đội Syria và Ai Cập tung ra những cuộc tấn công đồng thời, trước sự bất ngờ của Bộ Quốc phòng Israel, vào Đại Israel khiến nước này phải chịu một thất bại tạm thời. Sau 24-48 giờ đầu tiên ưu thế chuyển sang phía Israel và trong ba tuần sau đó, phe tấn công bị đẩy lùi, các vùng đất được tái chiếm và một lực lượng gìn giữ hòa bình Liên hiệp quốc được triển khai.
Kết quả của sự sửng sốt của xã hội Israel khiến chính phủ nước này phải bắt đầu các cuộc đàm phán về an ninh cho những đường biên giới của họ. Ngày 18 tháng 1 năm 1974, một thỏa thuận giải giáp được ký kết với chính phủ Ai Cập và ngày 31 tháng 3, với chính phủ Syria. Trên bình diện quốc tế, thế giới Ả rập trả đũa bằng cách áp đặt một lệnh cấm vận dầu lửa lên các nước có quan hệ thương mại với Israel. Chính phủ Nhật Bản tuyên bố vào ngày 22 tháng 11 năm 1973 rằng họ sẽ tái lập các mối quan hệ với chính phủ Israel trừ khi nước này rút khỏi mọi vùng lãnh thổ chiếm đóng năm 1967.

### Nghị quyết "Chủ nghĩa Zion là Chủ nghĩa phân biệt chủng tộc" của Liên hiệp quốc
Ngày 10 tháng 11 năm 1975, Đại hội đồng Liên hiệp quốc thông qua một nghị quyết xác nhận Chủ nghĩa Zion là một hình thức của Chủ nghĩa phân biệt chủng tộc. Văn bản nghị quyết này có tại Nghị quyết 3379 tháng 11 năm 1975 Lưu trữ ngày 17 tháng 6 năm 2006 tại Wayback Machine.
Đại hội đồng đã hủy bỏ Nghị quyết này..
(Xem thêm Chủ nghĩa Zion là Chủ nghĩa phân biệt chủng tộc, Israel và Liên hiệp quốc.)

### Tiến trình hòa bình Ai Cập-Israel
Tháng 11 năm 1977, Tổng thống Ai Cập Anwar Sadat đã chấm dứt 30 năm thù địch với Israel khi viếng thăm Jerusalem theo lời mời của Thủ tướng Israel Menachem Begin, người vừa nhậm chức đầu năm sau thắng lợi trong cuộc bầu cử năm 1977, trong sự kiện được gọi là Mahapakh. Trong chuyến thăm hai ngày, gồm cả một bài phát biểu trước Knesset, nhà lãnh đạo Ai Cập đã tạo ra một không khí thuận lợi mới tại Trung Đông theo đó nền hòa bình giữa Israel và các nước Ả rập láng giềng dường như đã trở thành một mục tiêu hiện thực. Sadat công nhận quyền tồn tại của Israel và tạo ra những nền tảng cho các cuộc đàm phán trực tiếp giữa Ai Cập và Israel.
Tháng 9 năm 1978, Tổng thống Hoa Kỳ Jimmy Carter đã mời Tổng thống Sadat và Thủ tướng Begin tới gặp cùng ông tại Trại David, và vào ngày 11 tháng 9 họ đã đồng thuận trên một khuôn khổ hòa bình giữa Israel và Ai Cập và một nền hòa bình toàn diện tại Trung Đông. Nó đã đặt ra những nguyên tắc rộng lớn và hướng lộ trình cho những cuộc đàm phán giữa Israel với các quốc gia Ả rập. Nó cũng thiết lập những khuôn khổ cho một chế độ chuyển tiếp tại Bờ Tây-Gaza với quyền tự trị toàn diện cho những người dân Palestine đang sống trên những vùng lãnh thổ bị chiếm đóng và cho một hiệp ước hòa bình giữa Ai Cập và Israel. Hiệp ước được Begin và Sadat ký kết ngày 26 tháng 3 năm 1979, với một chữ ký làm chứng của Tổng thống Carter. Theo hiệp ước này, Israel trao trả Sinai cho Ai Cập vào tháng 4 năm 1982. Năm 1989, Chính phủ Israel và Ai Cập ký kết một thỏa thuận giải quyết quy chế của Taba, một vùng do lịch tại Vịnh Aqaba.
Liên đoàn Ả rập đã phản ứng trước hiệp ước hòa bình bằng cách tạm ngưng quy chế thành viên của Ai Cập trong tổ chức này và rời trụ sở của nó từ Cairo tới Tunis. Sadat sau này bị các thành viên phản đối những nỗ lực tìm kiếm hòa bình của ông với Israel trong quân đội Ai Cập ám sát.

### Liban
Những năm sau cuộc chiến năm 1948, biên giới của Israel với Liban khá yên tĩnh so với những đường biên giới với các quốc gia khác. Tuy nhiên, sau cuộc trục xuất những chiến binh fedayeen Palestine khỏi Jordan năm 1970 buộc họ phải tràn vào miền nam Li ban, tình trạng thù địch tại biên giới phía bắc Israel ngày càng tăng cao. Tháng 3 năm 1978, sau một loạt những vụ chạm súng giữa các lực lượng Israel và du kích Palestine tại Li ban, các lực lượng Israel đã vượt biên giới vào Liban bắt đầu Chiến dịch Litani. Sau khi Nghị quyết 425 của Hội đồng bảo an được thông qua, kêu gọi sự rút lui của Israel và thành lập Các lực lượng lâm thời Liên hiệp quốc tại Liban (UNIFIL) để giữ gìn hòa bình, Israel đã rút lui.
Tháng 7 năm 1981, sau những cuộc đấu súng khác giữa Israel và người Palestine tại Liban, phái viên đặc biệt của Tổng thống Ronald Reagan, Philip C. Habib, đã giúp đỡ dàn xếp một cuộc ngừng bắn giữa các bên. Trong thời gian này Tổ chức Giải phóng Palestine (PLO) đã tung ra các cuộc tấn công bằng rocket và pháo vào miền bắc Israel. PLO đồng thời giao chiến với các lực lượng Thiên chúa giáo Li ban.
Tháng 6 năm 1982, Israel trả đũa bằng cách xâm chiếm phần phía nam Liban trong cuộc Chiến tranh Liban 1982 nhằm tiêu diệt PLO, ban đầu chỉ là khỏi miền nam Liban nhưng sau này trên toàn diện đất nước. Một số người Liban ban đầu thực sự có cảm tình với Israel, nhưng sau đó hầu như toàn bộ người Liban cảm thấy bực bội với sự chiếm đóng của Israel. Thương tích nặng nề của Israel và sự thiếu hụt mục tiêu rõ rệt khiến sự bất bình trong nhân dân Israel về cuộc chiến cũng ngày càng gia tăng.
Tháng 8 năm 1982, PLO rút toàn bộ các lực lượng của mình khỏi Liban. Với sự trợ giúp của Hoa Kỳ, Israel và Liban đã đạt được một thỏa thuận vào tháng 5 năm 1983 đặt ra tiến trình rút quân đội Israel khỏi Liban. Tuy nhiên, những văn kiện đã được phê chuẩn không bao giờ được trao đổi giữa hai bên, và vào tháng 3 năm 1984, dưới sức ép từ phía Syria, Liban đã hủy bỏ thỏa thuận này. Tháng 6 năm 1985, Israel rút đa số quân đội của mình khỏi Liban, chỉ để lại một lực lượng đồn trú nhỏ và một nhóm du kích ủng hộ Israel tại miền nam Liban trong một "vùng an ninh," mà Israel coi là miếng đệm cần thiết chống lại các cuộc tấn công vào lãnh thổ phía bắc của họ. Cuối cùng Israel đã rút toàn bộ khỏi vùng này năm 2000, dưới thời cầm quyền của Thủ tướng Ehud Barak, đáp ứng Nghị quyết 425 của Hội đồng bảo an. Từ đó Liban vẫn tuyên bố chủ quyền với một vùng nhỏ tại Cao nguyên Golan được gọi là "Shebaa Farms" mà Israel đã chiếm của Syria năm 1967.
Thông tin thêm từ các nguồn ủng hộ Israel: , 

### Phong trào Intifada lần thứ nhất
Bài chính: Phong trào Intifada lần thứ nhất.
Để trả đũa việc Israel tiếp tục chiếm đóng Bờ Tây và Dải Gaza, người Palestine đã bắt đầu (cuộc nổi dậy) Intifada lần thứ nhất năm 1987. Israel đáp lại bằng các biện pháp quân sự và cảnh sát mạnh mẽ, nhưng không thể chấm dứt cuộc xung đột. Phong trào intifada lần thứ nhất kéo dài tới tận năm 1991.

### Chiến tranh Vùng Vịnh
Bài chính: Chiến tranh Vùng Vịnh
Năm 1990, Iraq xâm chiếm Kuwait, dẫn tới cuộc Chiến tranh Vùng Vịnh giữa Iraq và một lực lượng liên quân, do Hoa Kỳ cầm đầu. Iraq, tìm cách lôi cuốn sự chú ý của cộng đồng Ả rập và ngăn chặn các nước Ả rập tham gia Liên quân (và cả khả năng tham gia cùng Iraq), đã tấn công Israel với 39 quả tên lửa Scud. Dưới sức ép từ phía Hoa Kỳ, Israel đã không trả đũa. Thay vào đó, họ chấp nhận sự hỗ trợ bảo vệ trước những cuộc tấn công từ phía Hoa Kỳ. Một người đàn ông ở vùng lân cận Ramat Khen tại Ramat Gan đã bị một tên lửa chống tên lửa MIM-104 Patriot gây thiệt mạng khi nó đi trệch mục tiêu. Khoảng 7 tới 13 người đã chết vì ngạt do sử dụng mặt nạ phòng độc không đúng cách. Những phân tích thống kê cho thấy khoảng 30-80 cái chết khác cũng có liên quan tới các cuộc tấn công, chủ yếu do những cơn đau tim được quy cho bởi "căng thẳng thần kinh và khó thở" (Journal of the American Medical Association, Tập 273(15), 19 tháng 4 năm 1995, trang 1208-1210).

### Cuộc di cư từ Liên bang xô viết cũ
Năm 1990, Liên bang Xô viết cho phép những người Sô viết gốc Do Thái di cư từ Liên bang Xô viết về Israel. Trước sự kiện này chính phủ Xô viết từng cấm tất cả những người Do Thái Xô viết (gần ba triệu người), những người muốn được di cư, quay trở lại Israel. Hàng trăm ngàn người đã lựa chọn rời bỏ đất nước sau khi lệnh cấm bị bãi bỏ. Một số nghi ngờ đặt ra về con số người Do Thái thực sự theo luật Do Thái là bao nhiêu trong cuộc di cư này. Những người Do Thái truyền thống bày tỏ quan ngại này vì những vấn đề liên quan tới sự đồng nhất trong cộng đồng Do Thái.
Những lo ngại khác tập trung trên khả năng thích ứng với văn hóa Israel và khả năng tìm kiếm việc làm thích hợp của những người di cư.  Lưu trữ ngày 28 tháng 8 năm 2008 tại Wayback Machine

### Tiến trình hòa bình Trung Đông
Bài chính: Tiến trình hòa bình của cuộc xung đột Israel-Palestine.
Thắng lợi của liên quân trong cuộc chiến vùng Vịnh mở ra những khả năng mới cho một nền hòa bình khu vực, và vào tháng 10 năm 1991 Tổng thống Hoa Kỳ và Liên bang Xô viết đã cùng tham dự một cuộc gặp lịch sử tại Madrid với các nhà lãnh đạo Israel, Liban, Jordan, Syria, và Palestine. Cuộc gặp này đã trở thành nền tảng cho những cuộc đàm phán song phương và đa phương dẫn nhằm mang lại một nền hòa bình lâu dài cũng như sự phát triển kinh tế cho khu vực.
Ngày 13 tháng 9 năm 1993, Israel và PLO đã ký Tuyên bố về các Nguyên tắc (DOP) (văn bản DOP) tại Sảnh phía Nam Nhà Trắng. Tuyên bố này là một sự đột phá lớn về nhận thức đạt được sau cuộc gặp tại Madrid. Nó đưa ra những mục tiêu đầy tham vọng liên quan tới việc chuyển giao chính quyền từ phía Israel cho một nhà nước lâm thời Palestine. DOP quy định thắng 5 năm 1999 sẽ là thời gian để một thỏa thuận vĩnh viễn về quy chế cho Bờ Tây và Dải Gaza bắt đầu có hiệu lực. Israel và PLO sau này đã ký kết Hiệp ước Gaza-Jericho vào ngày 4 tháng 5 năm 1994, và Hiệp ước Chuẩn bị Chuyển giao Quyền lực và Trách nhiệm ngày 29 tháng 8, 1994, bắt đầu tiến trình chuyển giao quyền lực từ Israel cho người Palestine.
Thông tin thêm từ các nguồn ủng hộ Israel:  Lưu trữ ngày 21 tháng 5 năm 2008 tại Wayback Machine,
Căng thẳng với Jordan đã giảm bớt ngày 25 tháng 7, 1994 khi hai quốc gia ký Tuyên bố Washington chính thức chấm dứt tình trạng chiến tranh vốn đã tồn tại giữa họ từ năm 1948. Ngày 26 tháng 10, 1994, Israel và Jordan đã ký kết một hiệp ước hòa bình lịch sử tại biên giới giữa hai nước, với sự chứng kiến của Tổng thống Hoa Kỳ Bill Clinton, cùng với Ngoại trưởng Warren Christopher. Israel nhường một phần đất tranh cãi nhỏ cho Jordan, và hai nước chính thức thiết lập quan hệ ngoại giao, với đường biên giới mở và thương mại tự do. Govt Israel, Govt Jordan
Thủ tướng Yitzhak Rabin và Chủ tịch PLO Yasser Arafat đã ký kết Thỏa thuận Lâm thời Israel-Palestine mang tính lịch sử về Bờ Tây và Dải Gaza ngày 28 tháng 9 năm 1995, tại Washington, D.C.. Thoả thuận này, với sự chứng nhận của Tổng thống Bill Clinton thay mặt cho Hoa Kỳ và Nga, Ai Cập, Na Uy, cùng Liên minh châu Âu, kết hợp và thay thế cho những thỏa thuận trước đó và đánh dấu sự kết thúc giai đoạn đàm phán đầu tiên giữa Israel và PLO.
Hiệp ước mở rộng quyền tự trị của người Palestine thông qua cuộc bầu cử tự do để hình thành một hội đồng lập pháp. Nó quy định việc bầu cử và thành lập hội đồng đó, chuyển giao quyền dân sự, việc tái triển khai của Israel tại các trung tâm dân cư ở Bờ Tây, cá thỏa thuận an ninh, và hợp tác trong nhiều khu vực khác. Những cuộc đàm phán về quy chế cuối cùng bắt đầu ngày 5 tháng 5 năm 1996 tại Taba, Ai Cập. Như đã được đồng thuận trong Tuyên bố về các Nguyên tắc năm 1993, những cuộc đàm phán này sẽ giải quyết vấn đề quy chế Jerusalem, những người tị nạn Palestine, những người định cư Israel tại Bờ Tây và Dải Gaza, những thỏa thuận an ninh cuối cùng, các đường biên giới, các mối quan hệ và hợp tác với các quốc gia láng giềng, và các vấn đề liên quan tới lợi ích chung khác.

### Vụ ám sát Rabin
Vụ ám sát Thủ tướng Rabin với một người Do Thái cực đoan cánh hữu ngày 4 tháng 11, 1995 đã đẩy cuộc tranh luận tầm quốc gia về vấn đề tiến trình hòa bình sẽ đi đến đâu lên đỉnh điểm. Cái chết của Rabin khiến Israel bị rung động mạnh mẽ, dẫn tới một giai đoạn tự vấn quốc gia và tạo ra sự đồng thuận ở mức độ cao trong nước cao nhất ủng hộ cho tiến trình hòa bình.

### Netanyahu lên nắm quyền lực
Tháng 2 năm 1996 người kế nhiệm Rabin, Shimon Peres, kêu gọi tổ chức bầu cử sớm. Cuộc bầu cử được tổ chức tháng 5 năm 1996 và là lần đầu tiên chức vụ thủ tướng được bầu trực tiếp, dẫn tới một thắng lợi sít sao cho lãnh đạo Đảng Likud là Binyamin (Bibi) Netanyahu cùng Liên minh Quốc gia trung hữu (Likud) của ông ta và đánh bại Peres cùng chính phủ Lao động/Meretz trung tả. Trước khi cuộc bầu cử diễn ra, các cuộc khảo sát đều cho thấy Peres sẽ chiến thắng với một tỷ lệ an toàn, nhưng một loạt các vụ đánh bom tự sát diễn ra ở thời điểm đó khiến lập trưởng của Likud về an ninh được người dân ủng hộ hơn. Hamas tuyên bố nhận trách nhiệm về đa số các vụ đánh bom này.
Dù có những quan điểm khác biệt với Hiệp ước Oslo, Thủ tướng Netanyahu tuyên bố tiếp tục tôn trọng việc áp dụng nó, nhưng thời kỳ cầm quyền của ông đã cho thấy một thời kỳ chậm lại trong Tiến trình Hòa bình. (Những người ủng hộ Netanyahu cho rằng sự chậm lại này có nguyên nhân từ chủ nghĩa khủng bố Palestine.)

### Thỏa thuận Hebron và Sông Wye
Thủ tướng Netanyahu đã ký kết Nghị định thư Hebron với Chính quyền Palestine ngày 15 tháng 1 năm 1997. Nghị định thư này dẫn tới việc tái triển khai các lực lượng Israel tại Hebron và việc chuyển giao chính quyền dân sự tại đa số diện tích thuộc vùng này cho Chính quyền Palestine. Từ thỏa thuận này, đã có ba tiến trình đàm phán nhỏ giữa Israel-Palestine. Một cuộc khủng hoảng lòng tin đã xảy ra giữa các bên khi họ không thể đáp ứng những yêu cầu của nhau cũng như giải quyết những vấn đề lo ngại của phía bên kia. Tuy nhiên, Israel và Palestine đã đồng thuận, vào tháng 9 năm 1997, về một lịch trình đàm phán bốn bên tiếp theo: hợp tác an ninh trong cuộc chiến chống khủng bố; những chiến dịch tái triển khai thêm nữa của các lực lượng Israel; một "hạn chót" cho những hành động đơn phương có thể dẫn tới những dự đoán trước về các cuộc đàm phán về quy chế cuối cùng; và việc đẩy nhanh những cuộc đàm phán đó. Hoa Kỳ tìm cách thúc đẩy các bên tiếp tục áp dụng Thỏa thuận tạm thời 1995 cùng với việc đẩy nhanh các cuộc đàm phán về quy chế cuối cùng. Để vượt qua cuộc khủng hoảng lòng tin cũng như tạo bước đột phá những rào cản, Tổng thống Clinton đã đưa những sáng kiến của Hoa Kỳ nhằm khôi phục tiến trình hòa bình ra trước Thủ tướng Netanyahu và Chủ tịch Arafat tại Washington vào tháng 1 năm 1998. Những ý tưởng này bao gồm mọi lĩnh vực của lịch trình đàm phán bốn bên tháng 9 năm 1997 và sẽ cho phép việc thúc đẩy các cuộc đàm phán về quy chế cuối cùng. Người Palestine đã đồng ý với những nguyên tắc trong ý tưởng đó.
Hoa Kỳ tiếp tục thúc giục các bên liên quan đạt tới một thỏa thuận dựa trên các đề xuất của họ. Sau cuộc họp chín ngày tại Trung tâm Hội nghị Sông Wye ở Maryland, một thỏa thuận đã đạt được ngày 23 tháng 10 năm 1998. Thỏa thuận Wye dựa trên nguyên tắc nhân nhượng lẫn nhau và đáp ứng các yêu cầu chủ chốt của cả hai phía, gồm cả những biện pháp an ninh chưa từng có từ phía Palestine cũng như việc tiếp tục tái triển khai quân đội Israel tại Bờ Tây. Thỏa thuận này cũng cho phép các cuộc đàm phán về quy chế cuối cùng diễn ra vào ngày 4 tháng 5, 1999 ngày kết thúc của Thỏa thuận Tạm thời.

### Chuyến thăm của Giáo hoàng
Ngày 21 tháng 3 năm 2000 Giáo hoàng John Paul II tới Israel trong một chuyến thăm lịch sử .

### Rút quân khỏi Liban
Năm 2000, Israel đơn phương rút nốt các lực lượng của họ tại "vùng an ninh" ở nam Liban. Tổng thư ký Liên hiệp quốc đã kết luận  rằng, tới ngày 16 tháng 6 năm 2000, Israel đã rút các lực lượng của họ ở Liban theo Nghị quyết 425 của Hội đồng bảo an. Liban tuyên bố rằng Israel tiếp tục chiếm vùng lãnh thổ Liban được gọi là "Sheeba Farms"; nhưng Liên hiệp quốc nhấn mạnh rằng Sheeba Farms thuộc Syrian, chứ không phải là lãnh thổ của Liban. Thông tin thêm từ nguồn ủng hộ Israel:

### Phong trào Intifada lần thứ hai
Lãnh đạo đối lập Israel Ariel Sharon đã tới thăm Temple Mount ngày 28 tháng 9, 2000, gây ra những vụ bạo loạn của người Palestine. Chuyến thăm này đánh dấu sự khởi đầu của al-Aqsa Intifada. Israel tuyên bố rằng người Palestine đã xếp đặt các kế hoạch nổi dậy từ trước chuyến thăm của Sharon, và rằng chuyến thăm của ông ta được sử dụng làm cái cớ cho những kế hoạch nổi dậy đó. Trong cuốn sách Giá đắt của Hòa bình The High Cost of Peace) của mình, Yossef Bodansky đã miêu tả sự kiện: "Khi Sharon thể hiện ý muốn viếng thăm Temple Mount, Barak đã ra lệnh cho giám đốc GSS là Ami Ayalon tiếp cận Jibril Rajoub với một yêu cầu đặc biệt nhằm bảo đảm cuộc viếng thăm diễn ra suôn sẻ trong tình hữu nghị... Rajoub đã hứa rằng nó sẽ diễn ra trong hòa bình nếu Sharon không vào bất kỳ một thánh đường Hồi giáo nào hay cầu nguyện trước công chúng... Để cẩn thận hơn nữa, Barak đã đích thân yêu cầu Arafat và một lần nữa được bảo đảm rằng chuyến thăm của Sharon sẽ diễn ra suôn sẻ..." (trang 354)
Tháng 10 năm 2000, người Palestine đã phá hủy một lăng mộ Do Thái tại Nablus, Mộ Joseph. Họ cũng ném đá vào những người cầu nguyện tại Bức tường phía Tây và tấn công những lăng mộ Do Thái khác, Mộ Rachel. Thông tin thêm từ nguồn ủng hộ Israel:

### Những cuộc bầu cử và đàm phán đặc biệt của Barak
Khi tiến trình hòa bình dần đi chệch hướng, Thủ tướng Israel Ehud Barak đã kêu gọi một cuộc bầu cử Thủ tướng đặc biệt. Barak hy vọng rằng một chiến thắng sẽ trao cho ông quyền lực mới trong đàm phán với người Palestine. Nhưng những hy vọng của Barak không diễn ra, và vào năm 2001, lãnh đạo đối lập Ariel Sharon được bầu làm Thủ tướng Israel trong cuộc bầu cử thủ tướng đặc biệt 2001. Thông tin thêm từ nguồn ủng hộ Israel:
 Một tấm bản đồ về đề xuất của Barak tại cuộc Đàm phán Trại David tháng 10 năm 2000 có thể được tìm thấy tại đây: 
 Lưu trữ ngày 24 tháng 5 năm 2006 tại Wayback Machine

### Hàng rào Bờ Tây của Israel
Trong những năm gần đây, đa số giới chức lãnh đạo chính trị và công luận Israel đều mất lòng tin vào Chính quyền Palestine với tư cách là một đối tác hòa bình, cho rằng nhiều người Palestine coi hiệp ước hòa bình với Israel chỉ là một biện pháp tạm thời. Cùng với biểu hiện như vậy, một số nhóm cánh tả Israel đã khẳng định rằng Israel chưa bao giờ được tôn trọng theo những thuật ngữ của bất kỳ một đề xuất nào họ từng đồng ý với người Palestine:  Lưu trữ ngày 3 tháng 5 năm 2006 tại Wayback Machine và gắng sức làm mất uy tin của tất cả những đề xuất hòa bình thật sự, không cần biết nguồn gốc của nó:  Lưu trữ ngày 2 tháng 10 năm 2006 tại Wayback Machine

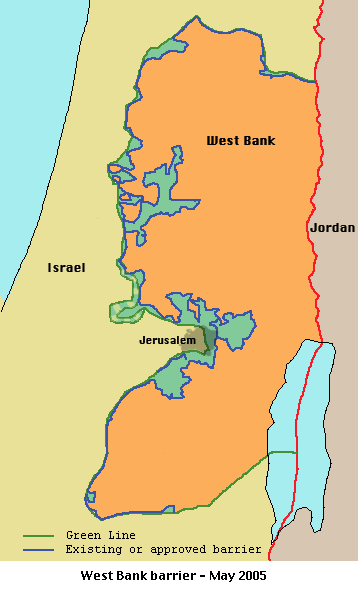
Đường chạy của bức tường rào được tán thành tháng 5 năm 2005

### Sự rút lui khỏi Gaza
Ngày 18 tháng 12 năm 2003, Cựu thủ tướng Ariel Sharon đã thông báo rằng ông sẽ xem xét việc đơn phương rút quân khỏi nhiều khu vực lãnh thổ chiếm đóng để việc đối phó trong thời hạn lâu dài với phong trào intifada đang diễn ra được dễ dàng hơn. Đây bị chỉ trích là một kế hoạch nhằm rút toàn bộ khỏi Dải Gaza, trong khi vẫn giữ đa số khu định cư ở Bờ Tây. Chính phủ Hoa Kỳ đã thông báo sự ủng hộ của họ cho kế hoạch này ngày 14 tháng 4 năm 2004. Giai đoạn đầu của kế hoạch liên quan tới công việc của những ủy ban kỹ thuật nhằm đưa ra những chi tiết hậu cần được nội các Israel thông qua ngày 6 tháng 6 năm 2004.
Ngày 26 tháng 10 năm 2004, kế hoạch rút quân của Sharon được nghị viện Israel phê chuẩn. Trước đó nó đã bị bác bỏ trong một cuộc bỏ phiếu bên trong đảng Likud của Sharon và chỉ được nghị viện thông qua với sự hỗ trợ của phe Công đảng đối lập. Nhiều cuộc bỏ phiếu khác đã được tổ chức về các kế hoạch sẽ diễn ra trong năm sau trước khi kế hoạch này được triển khai.
Ngày 12 tháng 4 năm 2005, Sharon tới trang trại của Tổng thống Bush tại Crawford, Texas, Hoa Kỳ. Những người phản đối kế hoạch rút quân đã đốt lốp xe tại Tel Aviv. Một ngày trước đó một cuộc náo loạn đã diễn ra tại Temple Mount, địa điểm linh thiêng nhất của Do Thái giáo, nơi các cuộc xung đột giữa những người Israel theo chủ nghĩa quốc gia cực đoan và người Ả rập đã khiến hơn 3.000 cảnh sát phải can thiệp.
Danh sách các tổng thống, thủ tướng Israel (1948_nay):
- Tổng thống:

1. Chaim Weizmann: 17 tháng năm, 1948_09 tháng 11 năm 1952
2. Yitzhak Ben-Zvi: 16 Tháng 12, 1952_Ngày 23 tháng 4 năm 1963
3. Zalman Shazar: 21 tháng năm 1963_24 tháng năm, 1973
4. Ephraim Katzir: 24 tháng năm 1973_Ngày 29 tháng 5 năm 1978
5. Yitzhak Navon: Ngày 29 tháng 5 năm 1978_Ngày 05 tháng 5 năm 1983
6. Chaim Herzog: Ngày 05 tháng 5 năm 1983_13 tháng 5 năm 1993
7. Ezer Weizman: 13 tháng 5 năm 1993_Tháng Bảy 13, 2000
8. Moshe Katsav: 01 tháng 8 năm 2000_01 Tháng 7 năm 2007
9. Shimon Peres: 15 Tháng Bảy, 2007_24 Tháng Bảy
10. Reuven Rivlin: 24 Tháng Bảy, 2014_Hiện nay

- thủ tướng:

1. David Ben-Gurion: 14 Tháng Năm 1948 - 26 Tháng Một, 1954
2. Moshe Sharett: Ngày 26 tháng 1 năm 1954 - 3 tháng 11 năm 1955
3. David Ben-Gurion: 3 tháng 11 năm 1955 - 26 Tháng Sáu, 1963
4. Levi Eshkol: 26 tháng 6 năm 1963 - 26 tháng 2 năm 1969

+ Yigal Allon(Tạm thời): 26 tháng 2 năm 1969 - 17 tháng 3 năm 1969 
1. Bà Golda Meir: Ngày 17 tháng 3 năm 1969 - 3 Tháng Sáu, 1974
2. Yitzhak Rabin: 03 tháng 6 năm 1974 - 20 tháng 6 năm 1977
3. Menachem Begin: 20 tháng 6 năm 1977 - 10 Tháng 10, 1983
4. Yitzhak Shamir: 10 Tháng 10, 1983 - 13 Tháng Chín, 1984
5. Shimon Peres: 13 Tháng 9 1984 - 20 tháng 10 năm 1986
6. Yitzhak Shamir: Ngày 20 tháng 10 năm 1986 - 13 Tháng Bảy, 1992
7. Yitzhak Rabin: 13 Tháng 7 năm 1992 - 4 Tháng Mười Một năm 1995
8. Shimon Peres: Ngày 22 tháng 11 năm 1995 - 18 Tháng Sáu, 1996
9. Benjamin Netanyahu: Tháng Sáu 18, 1996 - 06 Tháng Bảy, 1999
10. Ehud Barak: 06 tháng 7 năm 1999 - 7 Tháng 3 năm 2001
11. Ariel Sharon: 07 tháng 3 năm 2001 - Ngày 14 tháng 4 năm 2006
12. Ehud Olmert: Ngày 14 tháng 4 năm 2006 - 31 tháng ba, 2009
13. Benjamin Netanyahu: 31 Tháng Ba, 2009_nay

## Quan hệ nước ngoài của Nhà nước Israel
Bài chính: Quan hệ ngoại giao của Israel.
Từ khi Israel được thành lập năm 1948, nhà nước này đã phải đối mặt với nhiều vấn đề trong chính sách đối ngoại. Năm 1948, Israel bị cô lập ngoại giao, hậu của việc họ bị các nước Ả rập láng giềng tẩy chay. Để đối phó, chính phủ Israel bắt đầu phát triển quan hệ với các nước ở xa. Chính phủ Israel đã tìm cách thiết lập các mối quan hệ hữu hảo, đặc biệt vbới chính phủ Hoa Kỳ, và các nước mới thành lập tại Châu Phi và Châu Á. Ngày 9 tháng 1 năm 1950, chính phủ Israel đã công nhận Cộng hòa Nhân dân Trung Hoa, nhưng những quan hệ ngoại giao giữa hai nước chỉ được thiết lập từ năm 1992. Ngày 15 tháng 5 năm 1952, quan hệ ngoại giao giữa nước này và Nhật Bản đã được thiết lập.

## Lịch sử Kinh tế Israel hiện đại
Bối cảnh trước khi thành lập đất nước
Lịch sử Israel hiện đại bắt đầu từ thập niên 1880, khi những người nhập cư theo chủ nghĩa Zion (chủ nghĩa phục quốc Do Thái) đầu tiên tới Palestine, khi ấy còn dưới sự quản lý của Ottoman, để gia nhập vào cộng đồng Do Thái đã sinh sống từ trước tại đó, lập nên những khu vực định cư và một số ngành công nghiệp, khôi phục tiếng Hebrew làm ngôn ngữ chính thức quốc gia, và tạo lập nên những định chế kinh tế và xã hội mới. Những hậu quả của Chiến tranh thế giới thứ nhất khiến dân số Do Thái giảm một phần ba, xuống còn 56.000 người, tương đương với mức đầu thế kỷ.
Vì hậu quả chiến tranh, Palestine rơi vào tầm kiểm soát của Anh, Tuyên bố Balfour của Anh trước đó đã kêu gọi thành lập một Quốc gia Do Thái tại Palestine. Quyền kiểm soát của Anh Quốc được chính thức công nhận năm 1920, khi họ được Hội quốc liên chính thức Ủy quyền cai trị Palestine. Trong thời gian Ủy quyền, kéo dài tới tận tháng 5 năm 1948, cơ cấu xã hội, chính trị và kinh tế của một quốc gia Israel tương lai đã được phát triển. Dù chính phủ Palestine chỉ có một chính sách kinh tế duy nhất, các nền kinh tế Do Thái và Ả rập phát triển riêng biệt, có rất ít quan hệ với nhau.
Hai yếu tố là phương tiện bồi dưỡng sự phát triển kinh tế nhanh chóng của khu vực Do Thái: sự nhập cư và các dòng vốn. Dân số Do Thái tăng chủ yếu nhờ nhập cư; tới cuối năm 1947 đã đạt tới 630.000, khoảng 35 phần trăm tổng dân số. Những người nhập cư tới theo từng đợt, với số lượng đặc biệt lớn vào giữa thập niên 1920 và 1930. Họ gồm những người thuộc ý thức hệ Zion và người tị nạn, cả kinh tế và chính trị, từ Đông và Trung Âu. Các dòng vốn gồm cả vốn công cộng, được các định chế Zion thu thập, nhưng chủ yếu là vốn tư nhân. Sản phẩm quốc nội tăng trưởng mạnh mẽ trong những giai đoạn nhập cư lớn, nhưng cả hai làn sóng nhập cư lớn đều kéo theo những thời kỳ giảm sút, những giai đoạn chỉnh sửa và củng cố.
Trong giai đoạn từ năm 1922 tới 1947 Sản phẩm Quốc nội Thực (NDP) của khu vực Do Thái tăng trưởng với mức độ trung bình 13.2 phần trăm, và tới năm 1947 đã chiếm 54 phần trăm NDP nền kinh tế của cả khu vực Do Thái và Ả rập. NDP trên đầu người ở khu vực Do Thái tăng ở mức 4.8 phần trăm; tới cuối giai đoạn này nó đã vượt 8.5 lần so với năm 1922, và lớn gấp 2.5 lần khu vực Ả rập (Metzer, 1998). Dù phát triển nông nghiệp - một mục tiêu ý thức hệ - không đáng kể, lĩnh vực này chưa bao giờ chiếm hơn 15 phần trăm tổng sản phẩm quốc nội thực của kinh tế Do Thái. Tăng trưởng sản xuất ở mức chậm trong hầu hết thời gian này, nhưng rất nhanh chóng trong thời gian Chiến tranh thế giới thứ hai, khi Palestine không bị cạnh tranh từ phía bên ngoài và trở thành nhà cung cấp chính cho các lực lượng quân sự Anh ở Trung Đông. Tới cuối giai đoạn, sản xuất đã chiếm một phần tư NDP. Xây dựng nhà cửa, dù là một yếu tố nhỏ của NDP, là lĩnh vực hay thay đổi nhất, và có đóng góp vào các vòng luân chuyển kinh doanh. Một yếu tố nổi bật của kinh tế Do Thái trong thời gian Ủy trị, và tiếp tục đảm trách vai trò ở các giai đoạn sau này, chiếm phần quan trọng trong lĩnh vực dịch vụ - hơn một nửa tổng NDP. Lĩnh vực dịch vụ còn gồm cả giáo dục và y tế, nền tài chính hiệu quả và các lĩnh vực kinh doanh, và các định chế bán chính phủ Do Thái, sau này sẽ sẵn sàng đảm trách trách nhiệm của các cơ quan chính phủ.
Những năm hình thành: 1948-1965
Nhà nước Israel đang được hình thành, giữa tháng 5 năm 1948, trong một cuộc chiến với những người Ả rập láng giềng. Những vấn đề kinh tế trước mắt rất nghiêm trọng: để đảm bảo đủ tiền chi trả cho cuộc chiến, và để thu hút càng nhiều người nhập cư càng tốt (ban đầu là những người tị nạn tại các trại ở châu Âu và Cyprus), để cung cấp các đồ dùng căn bản cho người già và dân số mới, và để tạo lập một bộ máy chính phủ quan liêu nhằm đối phó với những thách thức đó. Việc thành lập một chính phủ diễn ra khá êm xuôi, bởi các định chế bán chính phủ Do Thái vốn đã phát triển trong thời gian Ủy trị hiện trở thành các cơ quan của chính phủ.
Những thoả thuận ngừng bắn được ký kết năm 1949. Tới cuối năm đó, tổng cộng 340.000 người nhập cư đã tới, và tới cuối năm 1951 có thêm 345.000 người (những người này gồm cả người nhập cư từ các nước Ả rập), tăng gấp đôi số dân Do Thái. Những nhu cầu cấp bách được đáp ứng bằng một chương trình thắt lưng buộc bụng chặt chẽ và chính sách tài chính lạm phát của chính phủ, được kìm nén bằng các biện pháp quản lý giá và cung cấp các nhu yếu phẩm bằng tem phiếu. Tuy nhiên, các vấn đề như cung cấp nhà cửa và sử dụng lực lượng lao động mới chỉ được giải quyết dần dần. Một Chính sách Kinh tế Mới được đưa ra đầu năm 1952. Nó bao gồm việc phá giá trao đổi ngoại tế, dần giảm các biện pháp quản lý giá và cung cấp tem phiếu, và kìm chế mở rộng tiền tệ, chủ yếu bằng cách kiềm chế ngaâ sách. Những biện pháp khuyến khích nhập cư bị cắt bớt, để chờ đợi sự hội nhập của những người di cư trước đó.
Từ năm 1950 tới 1965, Israel đã đạt mức tăng trưởng cao: GNP Thực (Tổng Sản phẩm Quốc dân) tăng trưởng ở mức trung bình 11 phần trăm và GNP trên đầu người ở mức hơn 6 phần trăm. Nhân tố nào đã khiến điều này trở thành hiện thực?Israel may mắn nhận được những dòng vốn lớn: sự hỗ trợ của Hoa Kỳ dưới hình thức chuyển vốn và những khoản cho vay đơn phương, sự bồi thường thiệt hại của Đức và sự hoàn trả các khoản tiền tư nhân, việc bán Khế ước nợ của Nhà nước Israel ra nước ngoài, và việc đơn phương chuyển các khoản hoàn trả công cộng, chủ yếu là Cơ quan Do Thái, vốn chịu trách nhiệm thu hút người nhập cư và các khu định cư nông nghiệp. Vì thế, Israel có được những nguồn tài nguyên lớn để sử dụng trong nước – cho tiêu thụ công cộng và cá nhân và đầu tư - khoảng 25 phần trăm lớn hơn chính GNP của họ. Điều này khiến họ có khả năng tiến hành một chương trình đầu tư ở diện rộng, chủ yếu được cung cấp tài chính thông qua một khoản ngân sách đặc biệt của chính phủ. Cả những nhu cầu tội phạm và triết lý xã hội của đảng chính trị lớn trong các liên minh chính phủ dẫn tới sự can thiệp sâu của chính phủ vào nền kinh tế.
Ngân sách chính phủ và các biện pháp bảo vệ mạnh mẽ để thay thế nhập khẩu, cho phép phát triển các ngành công nghiệp mới, chủ yếu là dệt may, và các khoản trợ cấp giúp tăng trưởng xuất khẩu, ngoài món hàng xuất khẩu truyền thống là các sản phẩm cam quýt và gia công kim cương.
Trong bốn thập kỷ từ giữa thập niên 1960 tới ngày nay, nền kinh tế Israel đã phát triển và thay đổi, cũng như chính sách kinh tế của họ. Một lĩnh vực chính phản ánh những sự phát triển đó là cuộc xung đột Ả rập-Israel. Ảnh hưởng của nó được chú ý đầu tiên, và tiếp đó là những xáo động ngắn hạn trong tăng trưởng kinh tế cũng như tiến trình hoạch địch chính sách kinh tế.
Cuộc xung đột Ả rập-Israel
Sự kiến đáng quan tâm nhất của thập kỷ 1960 là Cuộc chiến sáu ngày năm 1967, cuối cuộc chiến này Israel đã kiểm soát Bờ Tây (Sông Jordan) – vùng thuộc Palestine đã bị Jordan sáp nhập từ năm 1949 – và Dải Gaza, khi ấy thuộc quyền kiểm soát của Ai Cập.
Như một hậu quả của việc chiếm đóng các vùng đất đó Israel chịu trách nhiệm về đời sống kinh tế và chính trị tại các vùng họ chiếm đóng. Những khu vực Ả rập tại Jerusalem được thống nhất vào các khu vực Do Thái. Các khu định cư Do Thái được thành lập tại nhiều vùng lãnh thổ chiếm đóng. Khi những vụ việc căng thẳng tăng lên, các khoản đầu tư đặc biệt vào hạ tầng được tiến hành để bảo vệ những người định cư Do Thái. Sự phân bổ các nguồn tài nguyên cho những người định cư Do Thái tại những vùng đất chiếm đóng bắt đầu trở thành một vấn đề chính trị và kinh tế từ thời điểm đó.
Kinh tế Israel và các lãnh thổ bị chiếm đóng được hoà nhập một phần. Việc trao đổi hàng hoá và dịch vụ phát triển, với những hạn chế trong việc xuất khẩu tới Israel các sản phẩm bị cho là có tính cạnh tranh quá cao, và những công nhân Palestine được vào làm việc bên trong Israel đặc biệt trong lĩnh vực xây dựng và nông nghiệp. Ở thời kỳ đỉnh điểm, năm 1996, số nhân công người Palestine làm việc tại Israel lên tới 115.000 đến 120.000 người, chiếm khoảng 40 lực lượng lao động Palestine, nhưng chưa bao giờ chiếm hơn 6.5 lực lượng lao động tại Israel. Vì thế, trong khi việc lao động tại Israel là nhân tố đóng góp chính vào nền kinh tế Palestine, thì những hiệu ứng của nó trên kinh tế Israel, trừ các lĩnh vực nông nghiệp và xây dựng, không lớn.
Kinh tế Palestine phát triển nhanh chóng – thu nhập thực trên đầu người của quốc gia tăng với mức độ trung bình gần 20 phần trăm hàng năm trong giai đoạn 1969-1972 và 5 phần trăm trong giai đoạn 1973-1980 – nhưng đã thay đổi rất bất thường sau giai đó, và trên thực tế đã giảm sút trong những khoảng thời gian xảy ra các vụ việc thù địch giữa hai bên. Thu nhập trên đầu người của người Palestine bằng 10.2 phần trăm mức thu nhập bình quân đầu người của người dân Israel năm 1968, 22.8 phần trăm năm 1986, và giảm xuống còn 9.7 phần trăm năm 1998 (Kleiman, 2003).
Một phần nhờ tiến trình hoà bình giữa Israel và người Palestine bắt đầu được tiến hành trong thập niên 1990, một thoả thuận kinh tế được ký kết giữa hai bên năm 1994, trên thực tế nó chuyển đổi cái từng hầu như là thoả thuận hải quan một bên (vốn trao cho Israel toàn quyền hành động trong việc xuất khẩu vào các vùng lãnh thổ nhưng hạn chế các loại hàng xuất khẩu của Palestine vào Israel) trở thành một liên minh thuế quan công bằng hơn: thực tế Israel được hưởng chính sách thương mại bên ngoài đồng nhất trong khi người Palestine chỉ được trao một số chủ quyền hạn chế trong việc nhập khẩu một số loại hàng hoá.
Những cuộc nổi dậy của người Ả rập (intifadas), trong thập niên 1980, và đặc biệt là cuộc nổi dậy có mức độ bạo lực cao hơn bắt đầu từ năm 2000 và tiếp diễn tới tận năm 2005, dẫn tới việc Israel đưa ra nhiều biện pháp hạn chế chặt chẽ những hoạt động thương mại giữa hai nền kinh tế, đặc biệt trong việc sử dụng nhân công Palestine tại Israel, và thậm chí là việc tái chiếm bằng quân sự một số vùng đã được trao cho người Palestine kiểm soát trước kia. Các biện pháp đó khiến nền kinh tế Palestine tụt hậu nhiều năm, xoá sạch đa số những thành quả thu nhập đầu người từng đạt được từ năm 1967 – GNP trên đầu người năm 2004 là $932, so với khoảng $1500 năm 1999. Các công nhân Palestine tại Israel được thay thế bằng các công nhân nước ngoài.
Một quan hệ kinh tế quan trọng của cuộc xung đột Ả rập-Israel là Israel phải tái cơ cấu một phần quan trọng trong ngân sách quốc phòng của họ. Tầm vóc của ngân sách quốc phòng luôn thay đổi, tăng trong chiến tranh và trong những cuộc xung đột quân sự. Tổng gánh nặng quốc phòng (gồm cả các chi phí không thuộc trong ngân sách) đã đạt tới mức cao nhất trong và sau cuộc Chiến tranh Yom Kippur năm 1973, chiếm tần 30 phần trăm GNP trong giai đoạn 1974-1978. Trong giai đoạn 2000-2004, chỉ riêng ngân sách quốc phòng lên tới khoảng 22 đến 25 phần trăm GDP. Israel rất may mắn nhận được các khoản tiền hỗ trợ to lớn từ phía Hoa Kỳ. Cho tới năm 1972 đa số chúng tới từ các khoản trợ cấp hay vay nợ, đặc biệt dưới hình thức mua hàng nông nghiệp Hoa Kỳ. Nhưng từ năm 1973 viện trợ của Hoa Kỳ đã thay đổi trở nên liên quan mật thiết hơn tới nhu cầu quốc phòng của Israel. Trong giai đoạn 1973-1982 các khoản trợ cấp và vay nợ một năm trung bình ở mức $1.9 tỷ, và chiếm khoảng 60 phần trăm tổng nhập khẩu quốc phòng. Nhưng thậm chí trong những giai đoạn yên gắng nhất, gánh nặng quốc phòng, chưa tính tới khoản hỗ trợ của Mỹ, đã lớn hơn cả khoản chi thông thường của các quốc gia công nghiệp trong thời gian hoà bình.
Tăng trưởng và sự Dao động kinh tế
Israel từng đạt những mức độ tăng trưởng cao nhất về thu nhập và thu nhập trên đầu người cho tới năm 1973, nhưng từ đó nó không bao giờ còn có thể quay về mức cũ nữa. Tăng trưởng GDP thường có biến động, nói chung trong khoảng 2 đến 5 phần trăm, đạt tới mức 7.5 phần trăm năm 2000, nhưng đã giảm xuống dưới 0 trong những năm giảm phát từ 2001 tới giữa 2003. Tới cuối thế kỷ 20, thu nhập trên đầu người đạt mức khoảng $20.000, tương tự mức ở những nước có mức độ công nghiệp hoá cao hơn.
Những biến động kinh tế tại Israel thường có liên quan tới những làn sóng nhập cư: một làn sóng người nhập cư lớn bất thần khiến những nhu cầu dân cư tăng cao trong một giai đoạn cho tới khi họ hội nhập được vào nền kinh tế, với những khoản đầu tư cho sự hội nhập đó. Nhập cư không bao giờ còn đạt mức cao như những năm đầu tiên sau khi Nhà nước được thành lập, nhưng sau khi Liên bang Xô viết bãi bỏ những quy định hạn chế, làn sóng nhập cư lại một lần nữa tăng khá cao. Tổng số người nhập cư trong giai đoạn 1972-1982 là 325.000, và sau khi Liên bang Xô viết tan rã tổng số người nhập cư lên tới 1.050.000 trong giai đoạn 1990-1999, chủ yếu từ các nước Cộng hoà thuộc Liên Xô trước đây. Không giống như ở giai đoạn trước, những người nhập cư lần này dần hội nhập vào nền kinh tế (dù thường không làm việc trong lĩnh vực trước đây) không cần nhờ đến các dự án tạo việc làm của chính phủ. Tới cuối thế kỷ dân số Israel vượt quá 6.300.000 người, và số lượng dân Do thái chiếm 78 phần trăm. Những người nhập cư từ Liên Xô cũ chiếm một phần năm số dân Do Thái, và là lực lượng lao động chất xám quan trọng của đất nước.
Khi kinh tế phát triển, cơ cấu sản xuất cũng thay đổi. Dù các lĩnh vực dịch vụ vẫn chiếm một phần khá lớn – thương mại và dịch vụ đóng góp 46 phần trăm sản phẩm trong lĩnh vực kinh doanh – nông nghiệp đã giảm tầm quan trọng, và công nghiệp chiếm một phần tư tổng thể. Cơ cấu sản xuất cũng đã thay đổi: cả trong tổng sản lượng và trong số phần trăm xuất khẩu, các sản phẩm công nghiệp xuất khẩu truyền thống, hàm lượng kỹ thuật thấp giảm bớt, và những loại hàng tinh vi, có hàm lượng kỹ thuật cao, đặc biệt trong lĩnh vực điện tử đã chiếm một phần quan trọng.
Những biến động trong sản lượng sản xuất được đánh dấu bởi các giai đoạn lạm phát và các giai đoạn tỷ lệ thấp nghiệp cao. Sau một sự thay đổi trong chính sách tỷ giá cuối thập kỷ 1970 (như được thảo luận dưới đây), một giai đoạn từ từ giảm lạm phát diễn ra. Những tỷ lệ lạm phát siêu tốc xuất hiện trong thập kỷ 1980, khoảng 400 phần trăm mỗi năm khi một chính sách ổn định quyết liệt được áp dụng năm 1985. Tỷ giá trao đổi ổn định, ngân sách và tiền tệ được thắt chặt, và lương cũng như giá ổn định đã khiến tỷ lệ lạm phát giảm lớn xuống mức chưa tới 20 phần trăm, và sau đó là khoảng 16 phần trăm cuối thập kỷ 1980. Các chính sách tiền tệ rất mạnh mẽ, từ cuối thập kỷ 1990, cuối cùng đã khiến tỷ lệ lạm phát còn 0 phần trăm năm 2005. Tuy nhiên, chính sách này, cộng với các yếu tố bên ngoài như sự phát triển của bong bóng công nghệ cao, sự giảm phát trên thế giới, và tình trạng mất an ninh bên trong do hậu quả của phong trào intifada, dẫn tới tỷ lệ thất nghiệp lên tới 10 phần trăm từ đầu thế kỷ mới. Những cải thiện kinh tế có được từ nửa cuối năm 2003, tới nay (tháng 2 năm 2005), không khiến con số thất nghiệp giảm nhiều.
Những thay đổi chính sách
Nền kinh tế Israel ban đầu bị nhà nước quản lý chặt chẽ. Dần dần nó chuyển sang một nền kinh tế thị trường khá tự do (dù không hoàn toàn như vậy). Quá trình này đã bắt đầu từ thập kỷ 1960. Để đối phó sự thực hiện chính sách can thiệp quá đáng của chính phủ bởi những nhà làm luật, và với những thách thức đặt do do việc thành lập một liên minh thuế quan chung tại châu Âu (để dần trở thành Liên minh châu Âu ngày nay), từ đó Israel đã tiến hành một quá trình tự do hoá kinh tế từng bước. Quá trình này rõ ràng phải bắt đầu từ thương mại nước ngoài: những biện pháp hạn chế nhập khẩu được thay thế bằng việc bảo hộ bằng thuế quan, và các biện pháp bảo hộ này cũng dần giảm bớt, cả hoạt động thay đổi nhập khẩu và xuất khẩu đều được khuyến khích bằng các biện pháp tỷ giá sát thực tế hơn là bằng các biện pháp bảo hộ và trợ cấp. Nhiều thoả thuận thương mại từng phần với Cộng đồng Kinh tế châu Âu (EEC), bắt đầu từ năm 1964, dẫn tới một Thoả thuận Tự do Thương mại (FTA) trong lĩnh vực hàng công nghiệp năm 1975, và một Thoả thuận Tự do Thương mại với Hoa Kỳ bắt đầu có hiệu lực năm 1985.
Tới cuối năm 1977 tự do hoá thương mại đã ở mức độ khá cao. Tháng 10 năm đó, Israel chuyển đổi từ hệ thống tỷ giá trao đổi cố định sang một hệ thống tỷ giá biến động, và các hạn chế áp đặt trên việc di chuyển dòng vốn được tự do hoá mạnh mẽ. Tuy nhiên, hành động này đã kéo theo một thời kỳ lạm phát nghiêm trọng khiến quá trình tự do hoá vốn lại bị tái kiểm soát. Các dòng vốn không hoàn toàn được tự do hoá cho tới đầu thế kỷ mới.
Trong suốt thập niên 1980 và 1990 những biện pháp tự do hoá mới đã được áp dụng: trong chính sách tiền tệ, trong thị trường vốn trong nước, và trong nhiều công cụ quản lý chính phủ vào hoạt động kinh tế. Vai trò của chính phủ trong nền kinh tế đã giảm bớt đáng kể. Mặt khác, một số chức năng kinh tế của chính phủ đã tăng lên: một hệ thống y tế quốc gia được đưa ra, dù các nhà cung cấp dịch vụ chăm sóc y tế tư nhân vẫn tiếp tục tham gia vào trong hệ thống y tế quốc gia. Các khoản chi phí xã hội, như trợ cấp thất nghiệp, trợ cấp cho trẻ em, trợ cấp cho người già và hỗ trợ thu nhập tối thiểu, được mở rộng liên tục, cho tới khi chúng chiếm một phần lớn trong chi phí ngân sách nhà nước. Những khoản hỗ trợ đó, ở tầm rộng, đóng góp vào sự tiến bộ liên tục của sự đồng đều thu nhập, khiến Israel trở thành một trong những nước phát triển có tỷ lệ bất bình đẳng thu nhập tốt nhất. Tới năm 2003, 15 phần trăm ngân sách chính phủ chi cho những dịch vụ y tế, 15 phần trăm cho giáo dục và 20 phần trăm nữa cho những khoản chi thông qua Cơ quan Bảo hiểm Quốc gia.
Từ đầu năm 2003, Bộ tài chính đã tiến hành một nỗ lực lớn nhằm giảm các khoản chi phí lương, thúc đẩy sự tham gia lớn hơn vào thị trường lao động, tư nhân hoá các doanh nghiệp vẫn thuộc sở hữu của chính phủ, và giảm bớt cả quy mô các khoản thâm hụt của chính phủ cũng như của lĩnh vực công cộng. Các hành động đó là kết quả của một sự chấp nhận ý tưởng của những nhà làm luật hiện nay rằng một nền kinh tế thị trường thực sự là cần thiết để hội nhập vào một thế giới toàn cầu hoá.
Một định chế kinh tế quan trọng là Histadrut, một liên đoàn của các liên minh lao động. Cái làm định chế này trở thành duy nhất là, bên ngoài các chức năng liên đoàn lao động, nó còn gồm cả khu vực nông nghiệp và các hợp tác xã, các doanh nghiệp xây dựng và công nghiệp lớn, và cả các định chế an sinh xã hội, gồm cả nhà cung cấp dịch vụ chăm sóc sức khoẻ chính. Trong thời uỷ trị, và trong nhiều năm sau đó, Histadrut là một yếu tố quan trọng trong phát triển kinh tế và trong việc gây ảnh hưởng tới chính sách kinh tế. Trong thập kỷ 1990, Histadrut bị cắt bớt nhiều hoạt động không mang tính liên đoàn lao động, và ảnh hưởng của nó trong nền kinh tế vì đó cũng có giảm sút. Các liên đoàn chính liên minh với nó vẫn có nhiều tiếng nói trong các vấn đề liên quan tới lương bổng và việc làm.
Những thách thức phía trước
Tiến vào thế kỷ mới, kinh tế Israel đã chứng minh một tương lai tươi sáng, khi nó tiếp tục đưa ra và áp dụng những cải tiến kinh tế mới, và có khả năng đương đầu với những biến đổi kinh tế. Tuy nhiên, kinh tế Israel cũng phải đối đầu với một số thách thức nghiêm trọng. Một số trong số đó tương tự như vấn đề mà hầu hết các nền kinh tế công nghiệp trên thế giới hiện gặp phải: làm sao để sự đổi mới diễn ra êm thấm, sự chuyển đổi từ các hoạt động truyền thống không còn mang lại nhiều lợi nhuận, sang các loại sản phẩm tinh vi và có hàm lượng công nghệ cao, với việc tái cơ cấu nguồn lao động liên quan, và sự bình đẳng trong thu nhập. Giống như các nền kinh tế nhỏ khác, Israel phải đối mặt với vấn đề làm sao hội nhập vào nền kinh tế thế giới, với hai thị trường chủ chốt là EU và Hoa Kỳ, và Trung Quốc, nền kinh tế đang nổi lên để trở thành một yếu tố kinh tế mới.
Các vấn đề xã hội liên quan tới những mối quan hệ giữa Israel và các nước Ả rập láng giềng của họ. Đầu tiên là những sự liên quan tài chính của nhiều vụ xung đột và các mối đe doạ quân sự. Rõ ràng, nếu hoà bình đến với khu vực này, các nguồn tài nguyên sẽ được chuyển đổi ở hiệu suất cao hơn. Hơn nữa, đầu tư nước ngoài, vốn rất quan trọng cho sự phát triển tương lai của Israel, cũng rất nhạy cảm với sự ổn định chính trị và an ninh. Các vấn đề khác phụ thuộc vào kiểu quan hệ được thiết lập; liệu hàng hoá sẽ được vận chuyển tự do và sẽ có những người lao động làm việc giữa nhà nước Israel và một nhà nước Palestine? Liệu sẽ có những mối quan hệ kinh tế khá tự do với các nước Ả rập khác để dẫn tới một sự hội nhập sâu hơn của Israel vào vùng này, hay, như mọi người thường nghĩ, liệu định hướng thương mại của Israel sẽ tiếp tục như hiện nay, chỉ diễn ra chủ yếu với các nước công nghiệp? Nếu điều này được chứng minh là đúng, Israel sẽ phải khéo léo đối xử giữa hai ông lớn: EU và Hoa Kỳ.

## Quan hệ ngoại giao và các hiệp ước hòa bình Ả rập-Israel
- Hội nghị Paris, 1919
- Thỏa thuận Faisal-Weizmann (1919)
- Các thỏa thuận đình chiến 1949
- Hiệp ước Trại David (1978)
- Hiệp ước Hòa bình Ai Cập-Israel (1979)
- Hiệp ước Madrid 1991
- Hiệp ước Oslo (1993)
- Hiệp ước Hòa bình Israel-Jordan (1994)
- Hội nghị Thượng đỉnh Trại David 2000
- Tiến trình Hòa bình trong cuộc xung đột Israel-Palestine
- Những Dự án cho Hòa bình giữa người Israel và người Ả rập
- Danh sách những đề xuất hòa bình tại Trung Đông
- Luật Quốc tế và cuộc xung đột Ả rập-Israelgftftf